# Nie mogę przestać o tobie myśleć
Nie mogę przestać o tobie myśleć – singel zespołu Komety, który swoją premierę miał 25 kwietnia 2013 roku. Singel został wydany w wersji limitowanej na żółtej płycie winylowej przez wytwórnię Thin Man Records. Na płycie znalazły się trzy utwory: jeden studyjny (strona A) oraz dwa koncertowe (strona B). Do tytułowego utworu został nakręcony teledysk.

## Lista utworów

### Strona A
1. "Nie mogę przestać o tobie myśleć"[a]

### Strona B
1. "Niebezpieczny mózg" (wersja koncertowa)[b]
2. "Karolina" (wersja koncertowa)[b]